# Cyrtinus subopacus
Cyrtinus subopacus är en skalbaggsart som beskrevs av Fisher 1935. Cyrtinus subopacus ingår i släktet Cyrtinus och familjen långhorningar. Inga underarter finns listade i Catalogue of Life.